# Rijkel (Nederland)

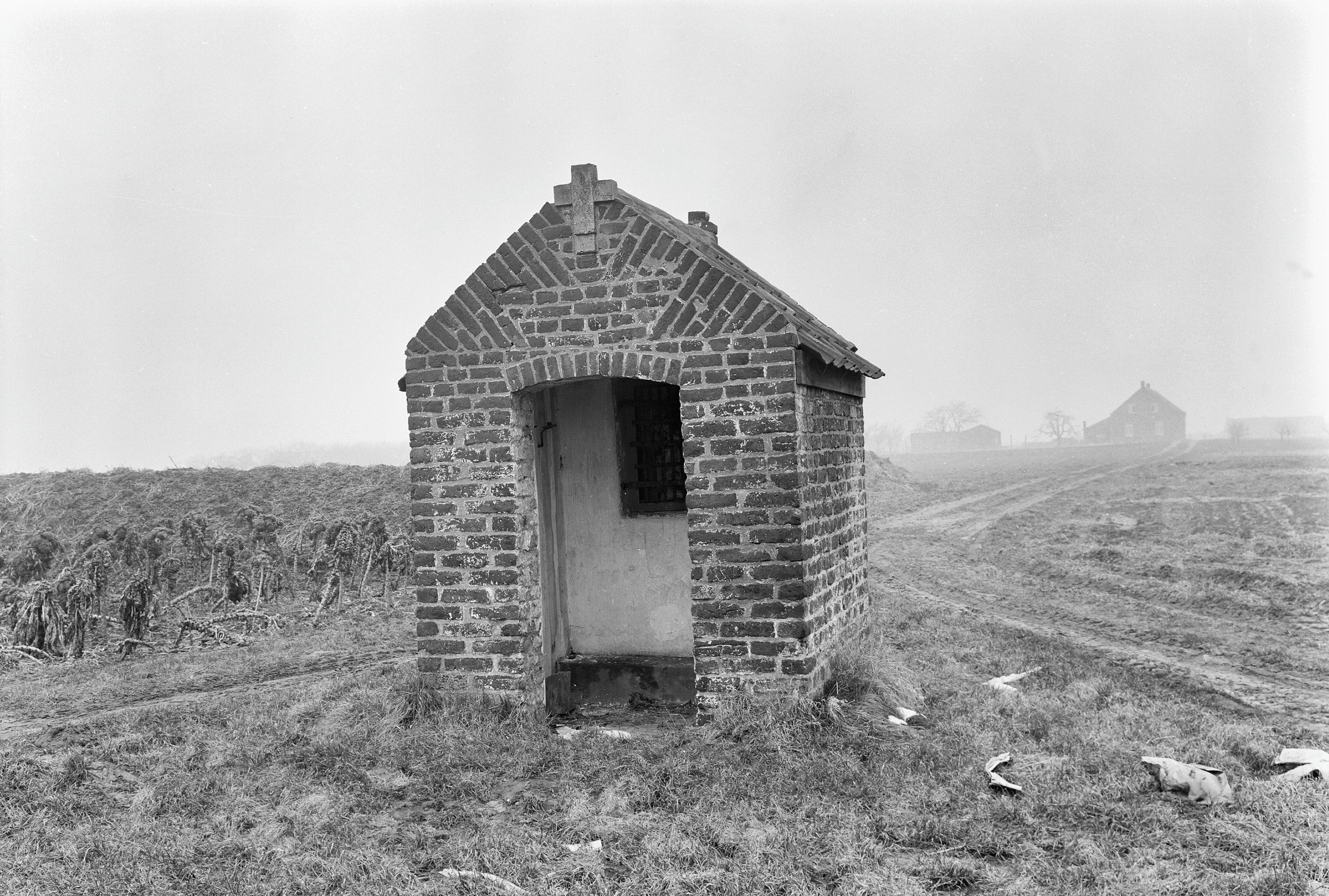
Kapel Onze Lieve Vrouwe van Smarten, Rijkel

Rijkel (Limburgs: Riekel) is een Midden-Limburgse buurtschap die onderdeel uitmaakt van de gemeente Beesel en ten zuidwesten van de plaats Beesel ligt in de nabijheid van een dode rivierarm van de Maas. Bij die dode rivierarm ligt het natuurgebied de Donderberg. Tussen Rijkel en Wieler mondt de Swalm uit in de Maas.
Over de Maas is er het fietsveer van Rijkel naar Neer dat aan de overzijde van de rivier gelegen is.

## Bezienswaardigheden
- In Rijkel bevindt zich de Historische Groentenhof.
- Ook vindt men te Rijkel de Onze-Lieve-Vrouw van Smartenkapel, nabij Rijkel 21. Deze werd niet lang na 1781 gebouwd en is een eenvoudig rechthoekig kapelletje onder zadeldak. De topgeveltjes bevatten boerenvlechting en in het kapelletje vindt men een kopie uit 1979 van een 17e-eeuwse stenen piëta.
- Onze-Lieve-Vrouw-van-Lourdeskapel